# Jean-Louis Pascal

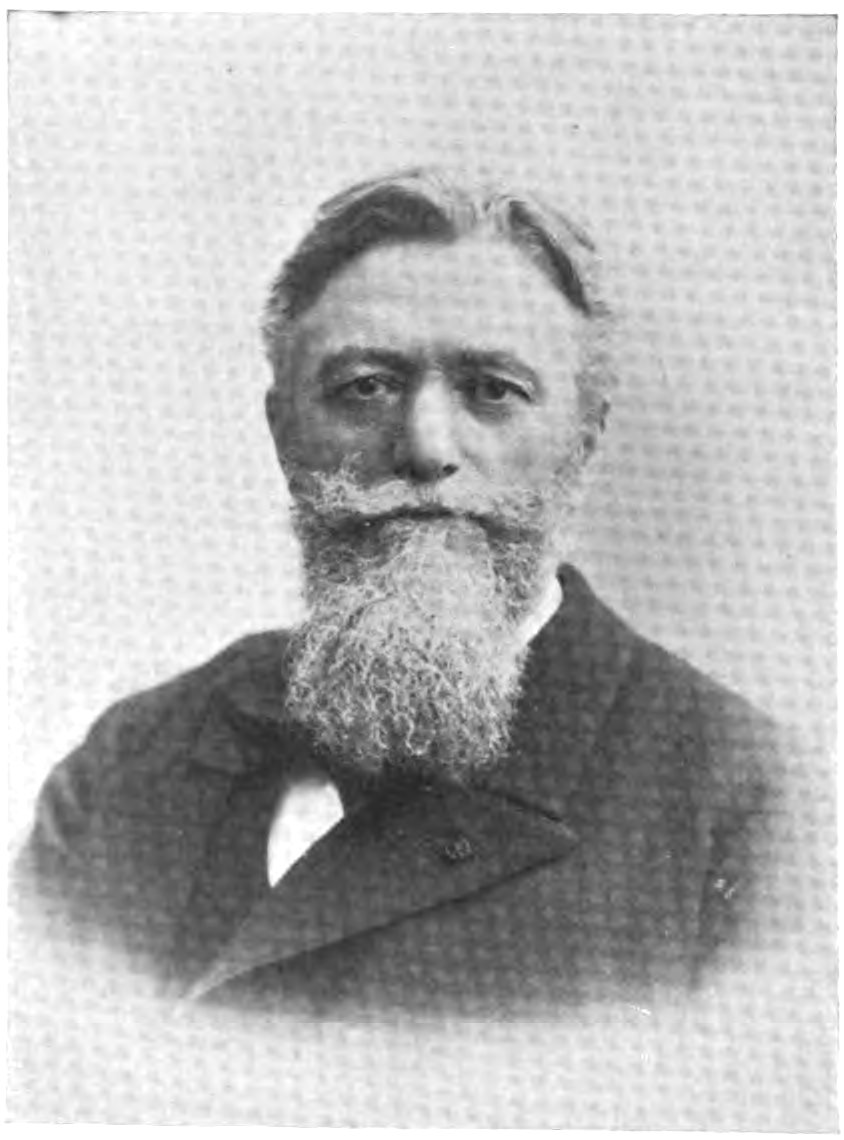
Jean-Louis Pascal

Jean-Louis Pascal (geboren am 4. Juni 1837 in Paris; gestorben am 17. Mai 1920 ebenda) war ein französischer Architekt der Beaux-Arts-Tradition.

## Leben und Werk

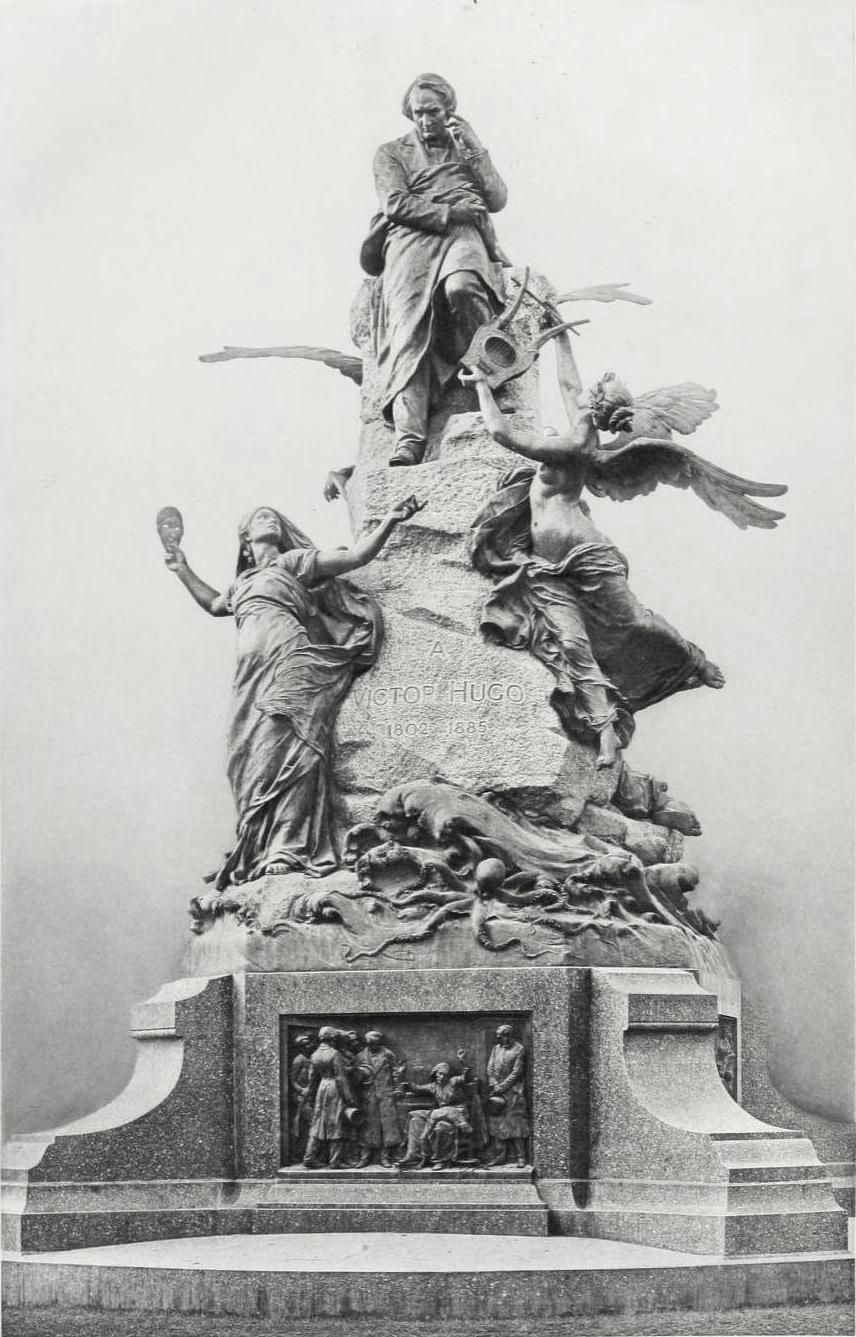
Denkmal für Victor Hugo, 1902

Pascal wurde 1855 an der Pariser École des Beaux Arts aufgenommen und absolvierte dort sein Studium. Er war Schüler von Émile-Jacques Gilbert (1793–1874) und Charles-Auguste Questel (1807–1888).
Im fünften Versuch gewann er 1866 den Prix de Rome für Architektur, nachdem er 1859 und 1864 jeweils den zweiten Platz belegt hatte. Parallel zu seinen Bewerbungen für den renommierten Preis fungierte er als einer der Bauleiter der Tuileries und assistierte Charles Garnier bei der Errichtung der Pariser Opéra. Für den Maler William-Adolphe Bouguereau (1825–1905), den Meister des Akademischen Klassizismus, entwarf er dessen Atelier und Wohnräume in der Rue Notre-Dame-des-Champs 75. Von Anfang 1867 bis Ende 1870 lebte er – aufgrund der Auszeichnung und des Stipendiums – in der Villa Medici in Rom, studierte den Palatin und die Ausgrabungen von Pompeji.
Nach kurzem Dienst im Französisch-Preußischen Krieg kehrte er nach Paris zurück, wo er Hector Lefuel bei der Überarbeitung des Louvre assistierte. Er nahm am Wettbewerb um das Sacré-Cœur de Montmartre teil und gewann den Wettbewerb um die Rekonstruktion des Hôtel de Ville in Paris. Als Henri Labrouste, der Architekt der Umbauten und Erweiterungen der Bibliothèque Nationale, 1875 verstarb, wurde Pascal die Fortführung dieser ehrenvollen Aufgabe übertragen. Der Architekt arbeitete sodann bis an sein Lebensende an diesem komplexen Bauwerk. Von ihm stammen Interieurs und Exterieurs, die berühmte Salle Ovale, der Salon Voltaire, der Zeitschriftenraum und die Feststiege. Im Jahr 1875 wurde Pascal auch zum Diözesanarchitekten des Bistums Valence ernannt; 1988 übernahm er dieselbe Funktion im Erzbistum Avignon.
Pascal gestaltete eine Reihe von Denkmäler und Monumenten in ganz Frankreich, darunter 1893 gemeinsam mit dem Bildhauer Antonin Mercié das Grabmal für Jules Michelet im Friedhof Père-Lachaise und 1902 das Denkmal für Victor Hugo an der Place Victor-Hugo in Paris mit Bronzeskulpturen von Louis-Ernest Barrias (1841–1905). Dieses Monument wurde während der NS-Besatzung Frankreichs – im Jahr 1942 – abgerissen; seit 1964 steht an dieser Stelle ein Springbrunnen.
Der Architekt wurde mehrfach ausgezeichnet, schon 1866 beim Salon de Paris, wo er eine Medaille errang. Eine Medaille erster Klasse erhielt er auch anlässlich der Weltausstellung Paris 1878. Zwei Jahre später wurde er zum Chevalier de la Légion d’honneur ernannt, 1889 zum Officier und schließlich 1903 zum Kommandeur der Ehrenlegion. Ab 1878 wirkte er in der Jury der École des Beaux Arts, zu deren Professor er schließlich ernannt wurde. 1888 übernahm er das Atelier seines früheren Lehrers Questel. Pascal wurde auch in die Jury der Weltausstellung Paris 1900 berufen. Die Académie royale des Sciences, des Lettres et des Beaux-Arts de Belgique nahm ihn 1913 als assoziiertes Mitglied auf. 1914 erhielt er die höchste Auszeichnung seiner britischen und amerikanischen Standeskollegen, deren Goldmedaille. Auch sein Atelier wurde mehrfach ausgezeichnet.

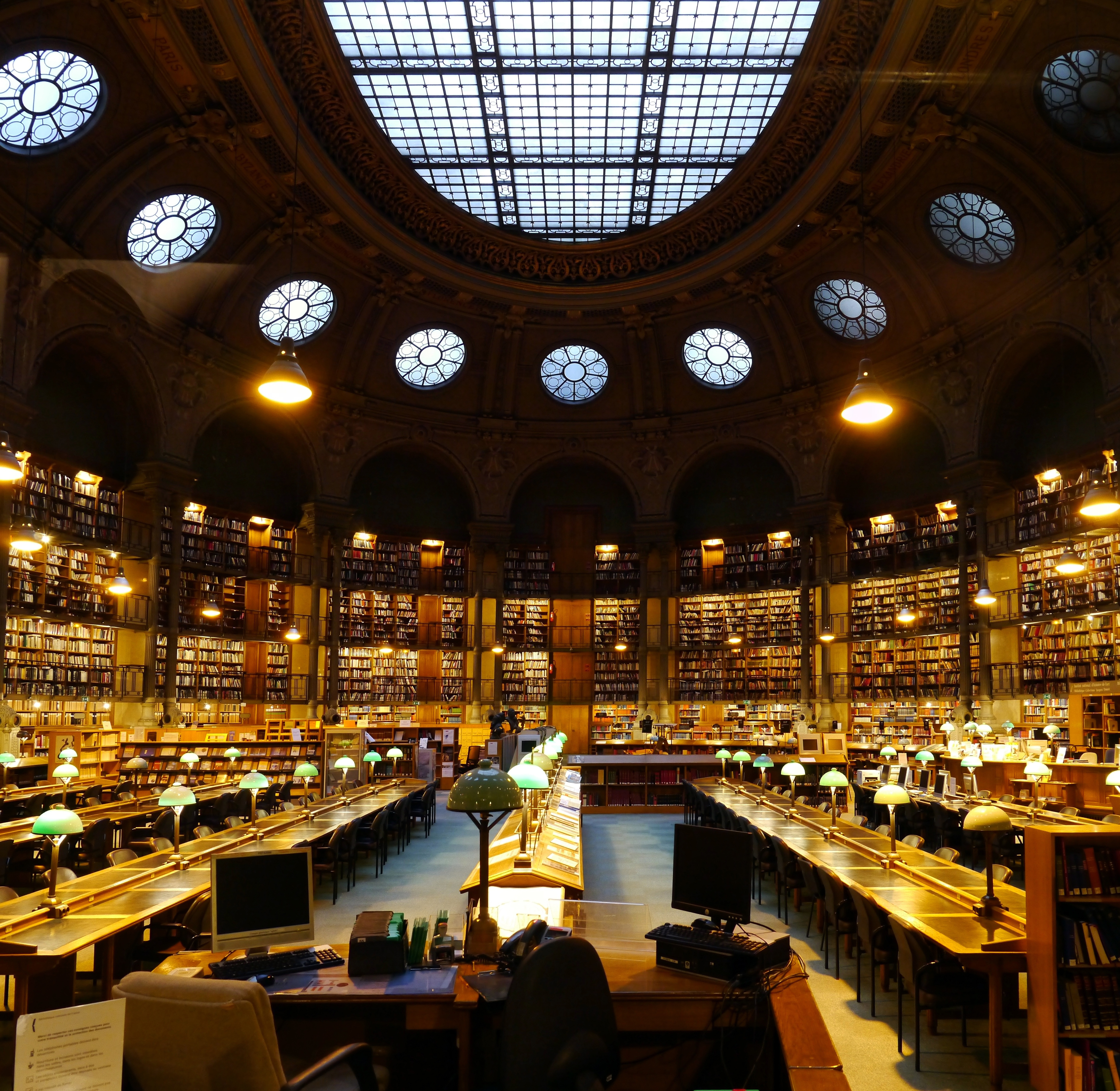
Salle Ovale, Bibliothèque nationale de France, 1916–1936

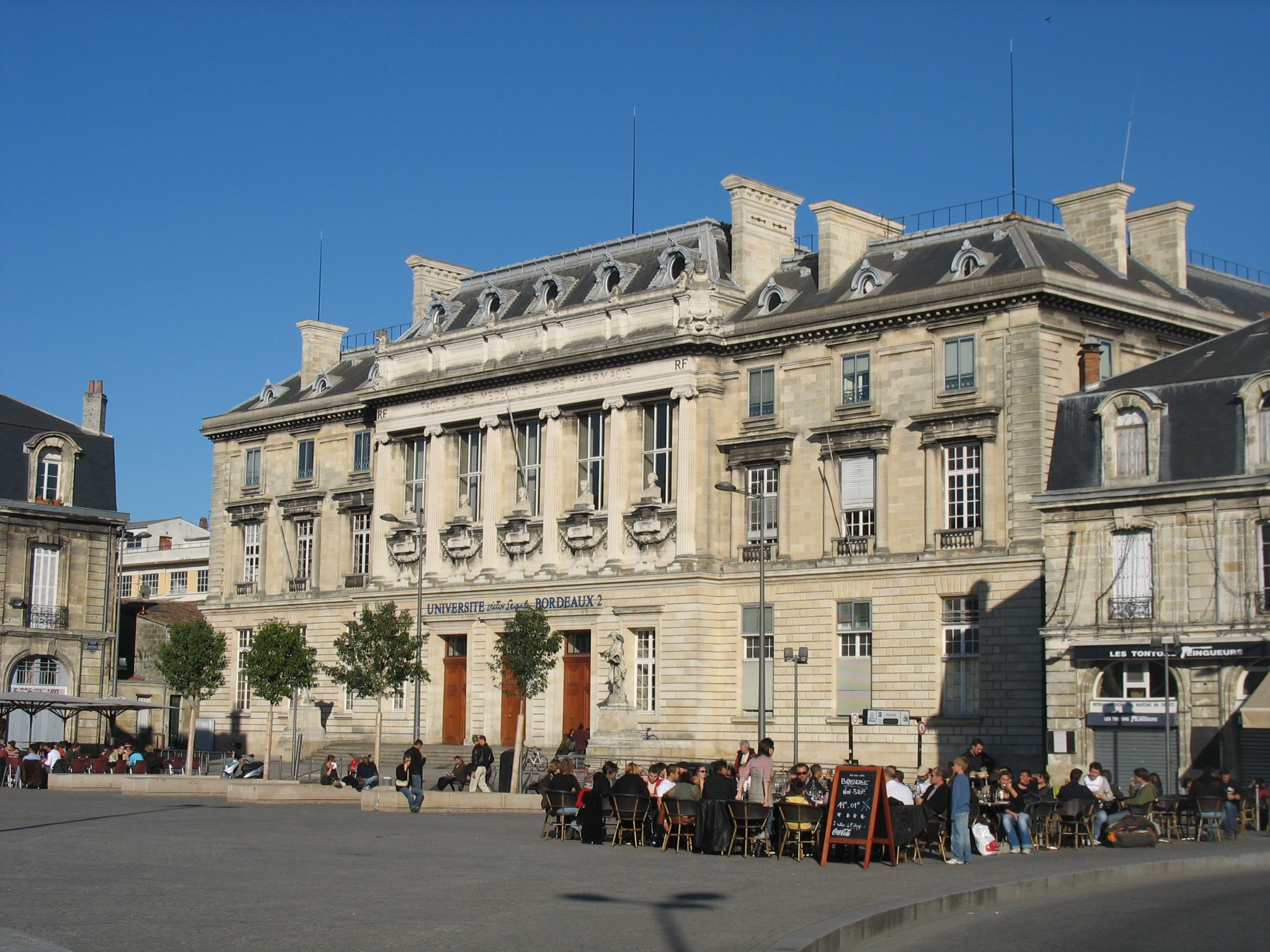
Fakultät für Medizin und Pharmazie der Universität von Bordeaux

## Weitere Bauten (Auswahl)
- 1869–1873 Rekonstruktion des Château d'Escurès in Commes, Calvados[2]
- 1876–1888, sowie 1902–1922 Fakultät der Medizin und Pharmazie an der Universität Victor Segalen Bordeaux II, Bordeaux
- 1883 Mairie und Schule in Ablon-sur-Seine, Département Val-de-Marne[3]
- 1883–1884 Palais Königswarter in der Rue de Prony 12, 17. Arrondissement von Paris[4]
- 1908 Château du Doux in Altillac, Corrèze

## Einfluss
Bedeutende Wirkung erlangte Pascal als Lehrer – sowohl von jungen französischen Architekten, als auch von einer Reihe internationaler Studenten, die den Historismus französischer Prägung bei ihm lernten und schließlich weltweit verbreiteten. Zu seinen wichtigsten Schülern zählten
- der Schweizer Adrien Peyrot (1856–1918), später Architekt in Genf,
- der Franzose Constant-Désiré Despradelle (1862–1912), der danach eine ganze Generation von Architekten am MIT in Cambridge, Mass. ausbilden sollte,
- der Franzose Henri Sauvage (1873–1932), dessen Bauwerke die Entwicklung vom Jugendstil zum Art déco widerspiegeln, sowie
- der Kanadier William Sutherland Maxwell (1874–1952), Entwerfer des Schrein des Bab der Stadt Haifa.

Weitere bedeutende Schüler waren der Schotte Sir John James Burnet (Erbauer der Charing Cross Mansions in Glasgow), der Kanadier Ernest Cormier, der Franzose Paul Philippe Cret (mehr als dreißig Jahre Lehrer an der University of Pennsylvania), der US-Amerikaner Guy Lowell (Architekt des Boston Museum of Fine Arts), die Franzosen Charles Mewès (Erbauer der drei Ritz Hotels in Paris, London und Madrid) und Henri-Paul Nénot (Architekt des Palais des Nations in Genf) sowie der Engländer Richard Spiers.
Talente wie Tony Garnier erkannte Pascal jedoch nicht.

## Bedeutende Auszeichnungen
- 1866 Prix de Rome
- 1866 Ordre des Palmes Académiques nicht verbürgt
- 1890 Aufnahme in die Académie des Beaux-Arts
- 1903 Commandeur der Ehrenlegion
- 1914 Goldmedaille des American Institute of Architects
- 1914 Royal Gold Medal des Royal Institute of British Architects